# Ingwiller
Ingwiller (prononcé [iŋvilɛr]) est une commune française de la plaine d'Alsace située à 37,8 km au nord-ouest de Strasbourg, dans la circonscription administrative du Bas-Rhin et, depuis le 1er janvier 2021, dans le territoire de la Collectivité européenne d'Alsace, en région Grand Est.
Cette commune se trouve dans la région historique et culturelle d'Alsace.
En 2022, la population légale est de 3 993 habitants. Bourg de milieu rural, Ingwiller est intégrée dans la communauté de communes de Hanau-La Petite Pierre.
La commune est le chef-lieu du canton d'Ingwiller.

## Géographie

### Localisation
Ingwiller est située à 37,8 km au nord-ouest de Strasbourg, à mi-chemin sur la ligne de chemin de fer entre Strasbourg et Sarreguemines, non loin de Bouxwiller (8,1 km) dans la plaine d'Alsace.
La commune fait partie du parc naturel régional des Vosges du Nord.

### Communes limitrophes
| Wimmenau           | Lichtenberg      | Rothbach Bischholtz |
| Sparbach Weinbourg | Ingwiller        | Schillersdorf       |
| Obersoultzbach     | Niedersoultzbach | Menchhoffen         |

### Géologie et relief
La commune se compose de 243,20 hectares de territoires artificialisés (13,45 %), 445,64 hectares de territoires agricoles (24,65 %) et 1 118,72 hectares de forêts et milieux semi-naturels (61,88 %).
Espaces naturels :
- Huit espaces protégés hors Natura 2000 :

Rauschenburg,
Vollachermuhl,
Souterrains D'Ingwiller-Weierle,
Rauschenburg  - parcelle en maitrise d'usage,
Réserve de Biosphère, zone centrale,
Réserve de Biosphère, zone tampon,
Réserve de Biosphère, zone de transition
Parc naturel régional.
- Un espace protégés Natura 2000 :

La Moder et ses affluents.
- Cinq zones naturelles d'intérêt écologique, faunistique et floristique (Znieff) :

Paysage de collines avec vergers du Pays de Hanau.
Ancienne carrière Vollackermuhle à Ingwiller.
Souterrain d'Ingwiller.
Cours amont de la Moder et de ses affluents.
Station botanique du Schneizwald à Ingwiller.

### Sismicité
Commune située dans une zone de sismicité 3 modérée.

### Hydrographie et les eaux souterraines
Hydrogéologie et climatologie
Système d’information pour la gestion des eaux souterraines du bassin Rhin-Meuse]
Territoire communal : Occupation du sol (Corinne Land Cover); Cours d'eau (BD Carthage),
Géologie : Carte géologique; Coupes géologiques et techniques,
Hydrogéologie : Masses d'eau souterraine; BD Lisa; Cartes piézométriques.

#### Réseau hydrographique
La commune est dans le bassin versant du Rhin au sein du bassin Rhin-Meuse. Elle est drainée par la Moder, le ruisseau le Mittelbach, le ruisseau le Seelbach et le ruisseau le Weinbaechel,.
La Moder, d'une longueur de 82 km, prend sa source dans la commune de Zittersheim et se jette  dans le Rhin en rive gauche à Beinheim, après avoir traversé 29 communes. 

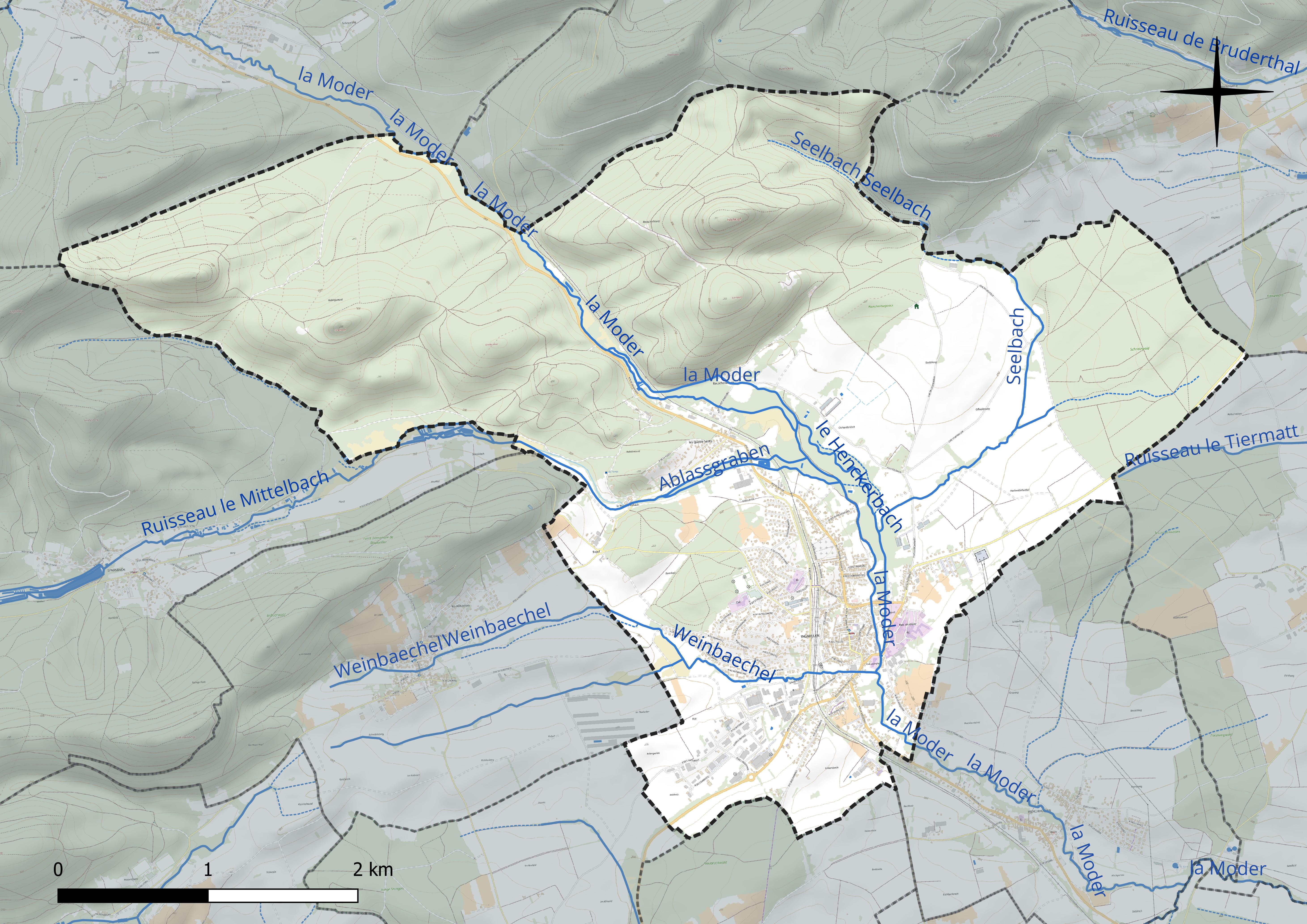
Réseau hydrographique d'Ingwiller.

Le Mittelbach, d'une longueur de 12 km, prend sa source dans la commune de Erckartswiller et se jette  dans la Moder sur la commune, après avoir traversé trois communes. 

#### Gestion et qualité des eaux
Le territoire communal est couvert par le schéma d'aménagement et de gestion des eaux (SAGE) « Moder ». Ce document de planification concerne le bassin versant de la Moder dont le territoire s'étend sur 1 720 km2. Le périmètre a été arrêté le 25 janvier 2006. La commission locale de l'eau a été créée le 12 juillet 2007, puis modifiée le 14 décembre 2021. La structure porteuse de l'élaboration et de la mise en œuvre est le Syndicat des eaux et de l’assainissement Alsace-Moselle (SDEA). 
La qualité des cours d’eau peut être consultée sur un site dédié géré par les agences de l’eau et l’Agence française pour la biodiversité. 

### Climat
Pour des articles plus généraux, voir Climat du Grand Est et Climat du Bas-Rhin.
En 2010, le climat de la commune est de type climat des marges montargnardes, selon une étude du Centre national de la recherche scientifique s'appuyant sur une série de données couvrant la période 1971-2000. En 2020, Météo-France publie une typologie des climats de la France métropolitaine dans laquelle la commune est exposée à un climat semi-continental et est dans la région climatique  Vosges, caractérisée par une pluviométrie très élevée (1 500 à 2 000 mm/an) en toutes saisons et un hiver rude (moins de 1 °C). 
Pour la période 1971-2000, la température annuelle moyenne est de 10,3 °C, avec une amplitude thermique annuelle de 17,6 °C. Le cumul annuel moyen de précipitations est de 838 mm, avec 11,1 jours de précipitations en janvier et 10,1 jours en juillet. Pour la période 1991-2020, la température moyenne annuelle observée sur la station météorologique de Météo-France la plus proche, « Uhrwiller_sapc », sur la commune de Uhrwiller à 7 km à vol d'oiseau, est de 10,9 °C et le cumul annuel moyen de précipitations est de 740,0 mm. 
La température maximale relevée sur cette station est de 38,7 °C, atteinte le 7 août 2015 ; la température minimale est de −18 °C, atteinte le 20 décembre 2009,,. 
Les paramètres climatiques de la commune ont été estimés pour le milieu du siècle (2041-2070) selon différents scénarios d'émission de gaz à effet de serre à partir des nouvelles projections climatiques de référence DRIAS-2020. Ils sont consultables sur un site dédié publié par Météo-France en novembre 2022.

## Urbanisme

### Typologie
Au 1er janvier 2024, Ingwiller est catégorisée bourg rural, selon la nouvelle grille communale de densité à sept niveaux définie par l'Insee en 2022.
Elle appartient à l'unité urbaine d'Ingwiller, une agglomération intra-départementale regroupant trois  communes, dont elle est ville-centre,,. Par ailleurs la commune fait partie de l'aire d'attraction de Strasbourg (partie française), dont elle est une commune de la couronne,. Cette aire, qui regroupe 268 communes, est catégorisée dans les aires de 700 000 habitants ou plus (hors Paris),.

### Occupation des sols
L'occupation des sols de la commune, telle qu'elle ressort de la base de données européenne d’occupation biophysique des sols Corine Land Cover (CLC), est marquée par l'importance des forêts et milieux semi-naturels (61,8 % en 2018), une proportion sensiblement équivalente à celle de 1990 (62,1 %). La répartition détaillée en 2018 est la suivante : 
forêts (61,8 %), zones agricoles hétérogènes (13,3 %), zones urbanisées (11 %), terres arables (7,5 %), zones industrielles ou commerciales et réseaux de communication (2,5 %), prairies (2,3 %), cultures permanentes (1,5 %). L'évolution de l’occupation des sols de la commune et de ses infrastructures peut être observée sur les différentes représentations cartographiques du territoire : la carte de Cassini (XVIIIe siècle), la carte d'état-major (1820-1866) et les cartes ou photos aériennes de l'IGN pour la période actuelle (1950 à aujourd'hui).

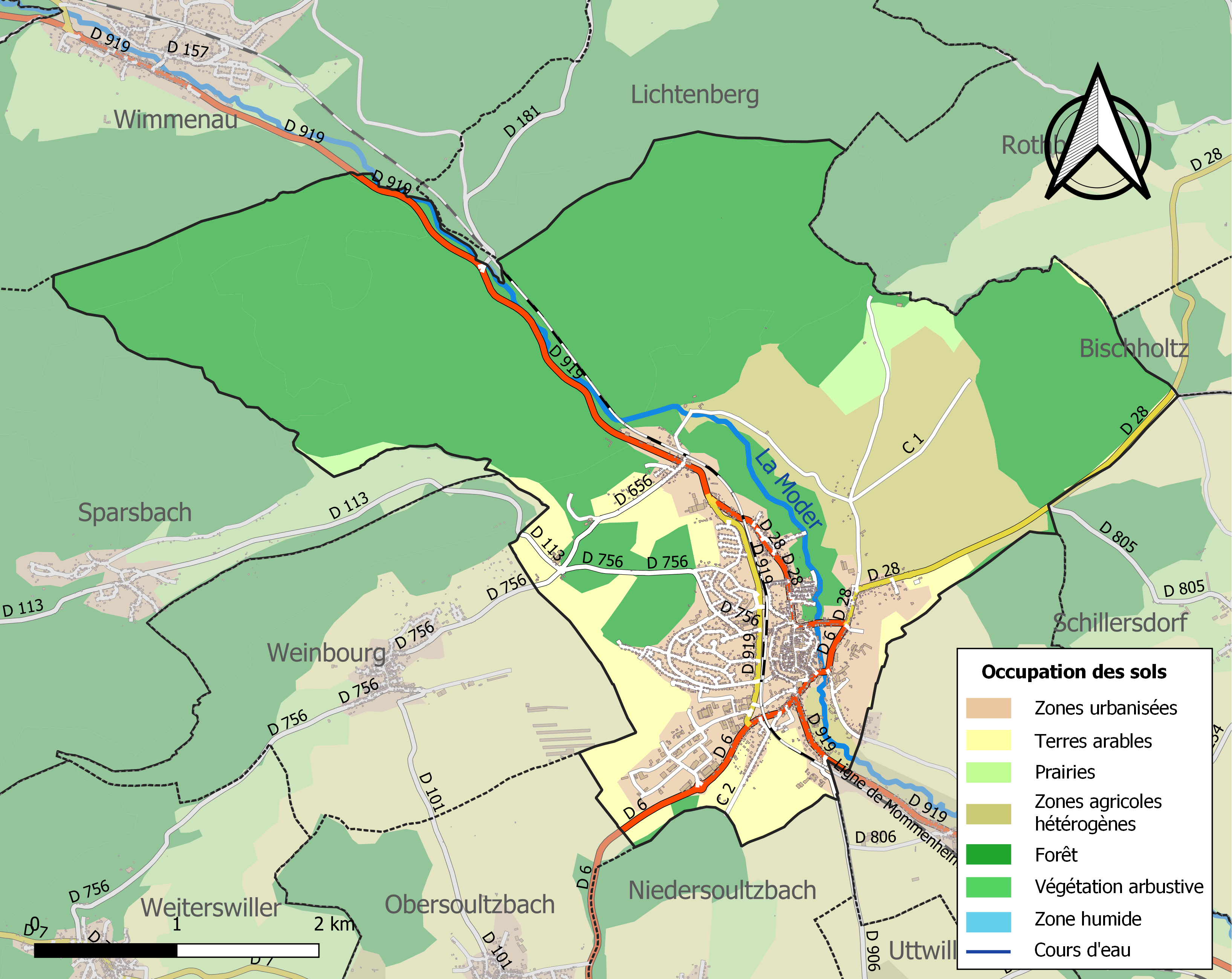
Carte des infrastructures et de l'occupation des sols de la commune en 2018 (CLC).

## Toponymie
Pendant longtemps, le nom de la commune a été rattaché à la mention Ingoniwillare ou Ingoniuuilare, qui apparaît dans une charte de l’abbaye de Wissembourg du 27 mai 742. Le sens de cette dénomination aurait été « le domaine d’Ingo », ce nom étant le diminutif d’un patronyme débutant par cet élément, comme Ingolf, Ingofried, etc. Une étude plus minutieuse de la manière dont les différents scribes écrivent et énumèrent les toponymes en Alsace au Haut Moyen Âge a toutefois établi que cette lecture est erronée.
Il apparaît ainsi que Ingoniwillare fait en fait référence à Ingenheim et que la première mention d’Ingwiller se trouve dans une charte du 20 mai 784 sous la forme Ilunwilare. Ce nom, qui se retrouve dans une charte de 797, est composé de deux éléments : -wilare est roman et dérive du bas latin villare, qui désigne une exploitation agricole ; ilun- est quant à lui là encore le diminutif d’un nom germanique, probablement Ulo, pour Udalrich.
Le premier élément évolue ultérieurement par dissimilation et devient ing-. Le toponyme est ainsi Ingevilre dans une bulle papale de 1178, puis Ingwiler dès 1332. Il n’évolue ensuite plus, les seules différences étant mineures : on trouve ainsi Ingweiller en 1793 et Ingwiller en 1801.

## Histoire

### Antiquité
La première trace humaine sur le territoire de la commune est une hache en pierre du néolithique qui se rattache à la culture rubanée. C’est toutefois surtout à partir de la fin de l’âge du bronze et du début de l’âge du fer que les découvertes — principalement des sépultures — se font suffisamment nombreuses pour pouvoir parler d’occupation permanente. Cet habitat se trouve alors le long d’une voie de circulation liée au commerce du sel et reliant la région de Haguenau à celle de la Seille en suivant le cours de la Moder.
La chronologie exacte de l’établissement antique demeure assez mal connue. Il est possible que la zone habitée se trouvait au Ier siècle au nord du centre urbain actuel, près du lieu-dit Gichweiler, où les traces d’une nécropole ont été découvertes. Ce site aurait été abandonné au IIe siècle, peut-être en raison de son exposition aux crues de la Moder, au profit d’un établissement situé autour de l’emplacement occupé ultérieurement par l’église protestante. Cet autre établissement, qui est peut-être un vicus, est cependant détruit par le feu vers 160-180, ce qui correspond à des traces de destruction dans la plupart des autres villes de la région et est probablement à mettre en relation avec une incursion germanique.
L’importance du site croît toutefois au IIIe siècle sous le Bas-Empire, du fait de son implantation sur le tracé de la route reliant Strasbourg à Trêves, capitale de l’empire à cette époque. La ville comporte alors au moins un sanctuaire, bien que l’identité de la divinité à laquelle il est consacré est sujette à débat. Le vicus est très probablement détruit dans le chaos des invasions germaniques des IVe et Ve siècles.

### Moyen Âge
L’établissement médiéval est mentionné pour la première fois le 20 mai 784 sous le nom d’Ilunwilare, « le domaine d’Udalrich ». Il s’agit d’un domaine à vocation agricole, qui pourrait être la propriété du frère de la première épouse de Charlemagne, Hildegarde de Vintzgau, et qui dispose de nombreuses possessions sur les deux rives du Rhin.
Le 11 mai 1345 Ingwiller fut élevée au rang de ville et peut ainsi tenir marché et s'entourer de remparts.

### Époque moderne
En 1570, le comté passe à la lignée des Hanau-Lichtenberg. La ville est alors élevée au rang de chef-lieu d'un bailliage qui englobe une vingtaine de villages. La maison du bailli, qui abritait l'administration seigneuriale, subsiste encore de nos jours, rue des Étoiles.
Au XVIIe siècle pâtit de la Guerre de Trente ans, ce qui incita le comte de Hanau-Lichtenberg à se placer sous la protection de la France en 1633. Lors de la révolution française de 1789, la ville connut l'occupation autrichienne.

### Époque contemporaine
À la fin du XIXe siècle, avec l’ouverture de la ligne de chemin de fer reliant Strasbourg à Sarreguemines en 1895, et le raccordement à la ligne Saverne - Haguenau en 1889, Ingwiller, va se développer progressivement sur le plan industriel notamment avec l’implantation d’une manufacture de chaussures, d’une fabrique de thermomètres ou encore d’un établissement produisant des appareils de chauffage et des cuisinières.
Épargnée pendant la Première Guerre mondiale, Ingwiller est bombardée lors du second conflit mondial, le 16 mai 1940 par l'aviation allemande. La ville est occupée par la Wehrmacht le 19 juin 1940 et finalement libérée le 28 novembre 1944 par des éléments de la 45e Division d'Infanterie américaine.

## Politique et administration

### Liste des maires
| Période                                  | Période                   | Identité                                    | Étiquette | Qualité                                                             |
| ---------------------------------------- | ------------------------- | ------------------------------------------- | --------- | ------------------------------------------------------------------- |
| Les données manquantes sont à compléter. |                           |                                             |           |                                                                     |
| 1904                                     | 1906                      | Ignace Bronner                              |           |                                                                     |
| 1906                                     | 1916                      | Philippe Vollmer                            |           |                                                                     |
| 1916                                     | 1925                      | Charles Bloch                               |           |                                                                     |
| 1925                                     | 1935                      | Émile Froehlich                             |           |                                                                     |
| 1935                                     | 1941                      | Georges Haag (1877-1948)                    |           | Brasseur Conseiller d'arrondissement (1919 → 1940)                  |
| 1941                                     | 1944                      | Frédéric Mugler                             |           |                                                                     |
| 1944                                     | 1947                      | Georges Haag (1877-1948)                    |           | Brasseur                                                            |
| octobre 1947                             | 1963                      | Georges Velten                              |           |                                                                     |
| 1963                                     | 1990                      | Jacques Kummer                              |           | Médecin                                                             |
| 1990                                     | mars 2001                 | Jean Westphal                               | UDF-CDS   | Principal de collège Conseiller général de Bouxwiller (1976 → 2008) |
| mars 2001                                | mars 2014                 | Hugues Danner,                              | DVD       | Professeur d’allemand                                               |
| mars 2014                                | En cours (au 31 mai 2020) | Hans Doeppen Réélu pour le mandat 2020-2026 | DVD       | Chef d'entreprise                                                   |

### Budget et fiscalité 2023

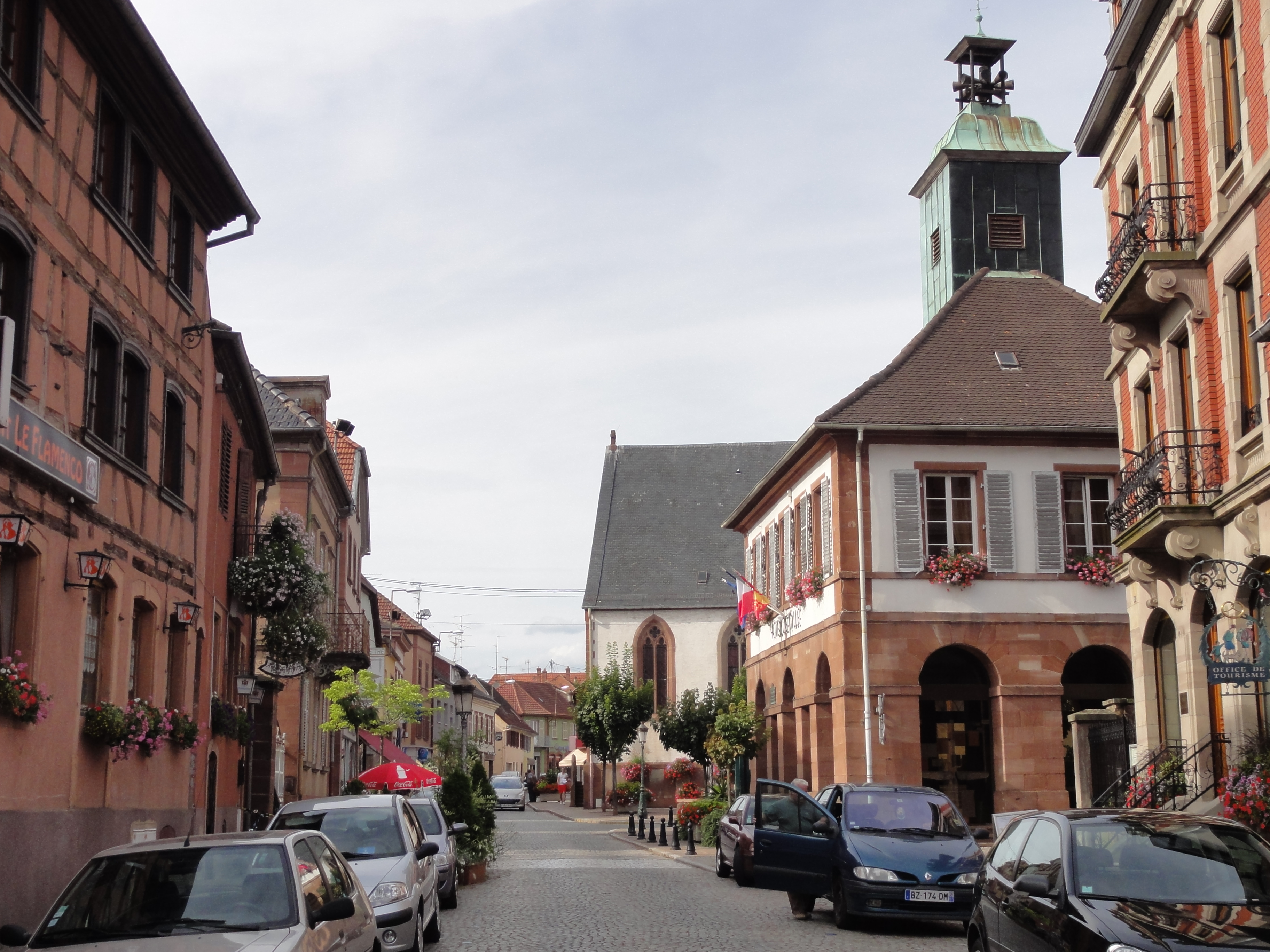
Hôtel de Ville (XIXe siècle),
rue du Général Gouraud.

En 2023, le budget de la commune était constitué ainsi :
- total des produits de fonctionnement : 3 500 000 €, soit 861 € par habitant ;
- total des charges de fonctionnement : 2 833 000 €, soit 697 € par habitant ;
- total des ressources d'investissement : 853 000 €, soit 210 € par habitant ;
- total des emplois d'investissement : 2 555 000 €, soit 628 € par habitant ;
- endettement : 3 200 000€ €, soit 787 € par habitant.

Avec les taux de fiscalité suivants :
- taxe d'habitation : 15,25 % ;
- taxe foncière sur les propriétés bâties : 28,10 % ;
- taxe foncière sur les propriétés non bâties : 59,33 % ;
- taxe additionnelle à la taxe foncière sur les propriétés non bâties : 0,00 % ;
- cotisation foncière des entreprises : 0,00 %.

Chiffres clés Revenus et pauvreté des ménages en 2021 : médiane en 2021 du revenu disponible, par unité de consommation : 22 600 €.

## Population et société

### Démographie
L'évolution du nombre d'habitants est connue à travers les recensements de la population effectués dans la commune depuis 1793. Pour les communes de moins de 10 000 habitants, une enquête de recensement portant sur toute la population est réalisée tous les cinq ans, les populations de référence des années intermédiaires étant quant à elles estimées par interpolation ou extrapolation. Pour la commune, le premier recensement exhaustif entrant dans le cadre du nouveau dispositif a été réalisé en 2006.

En 2022, la commune comptait 3 993 habitants, en évolution de −1,77 % par rapport à 2016 (Bas-Rhin : +3,17 %, France hors Mayotte : +2,11 %).
| 1793  | 1800  | 1806  | 1821  | 1831  | 1836  | 1841  | 1846  | 1851  |
| ----- | ----- | ----- | ----- | ----- | ----- | ----- | ----- | ----- |
| 1 264 | 1 426 | 1 568 | 1 919 | 2 071 | 2 279 | 2 170 | 2 219 | 2 212 |

| 1856  | 1861  | 1866  | 1871  | 1875  | 1880  | 1885  | 1890  | 1895  |
| ----- | ----- | ----- | ----- | ----- | ----- | ----- | ----- | ----- |
| 2 052 | 2 121 | 2 229 | 2 249 | 2 276 | 2 309 | 2 252 | 2 256 | 2 333 |

| 1900  | 1905  | 1910  | 1921  | 1926  | 1931  | 1936  | 1946  | 1954  |
| ----- | ----- | ----- | ----- | ----- | ----- | ----- | ----- | ----- |
| 2 378 | 2 446 | 2 447 | 2 169 | 2 393 | 2 404 | 2 553 | 2 675 | 2 861 |

| 1962  | 1968  | 1975  | 1982  | 1990  | 1999  | 2006  | 2011  | 2016  |
| ----- | ----- | ----- | ----- | ----- | ----- | ----- | ----- | ----- |
| 3 074 | 3 257 | 3 674 | 3 900 | 3 753 | 3 847 | 3 988 | 4 179 | 4 065 |

| 2021  | 2022  | - | - | - | - | - | - | - |
| ----- | ----- | - | - | - | - | - | - | - |
| 4 011 | 3 993 | - | - | - | - | - | - | - |

### Enseignement
Établissements d'enseignements :
- École maternelle et primaire 3 rue des Étoile[57]
- Collèges à Ingwiller, Bouxwiller, Wingen-sur-Moder,
- Lycées à Bouxwiller, Éguelshardt, Saverne.

### Santé
Professionnels et établissements de santé :
- Médecins à Ingwiller, Wimmenau, Offwiller, Zinswiller, Dossenheim-sur-Zinsel, Pfaffenhoffen, La Walck, Wingen-sur-Moder,
- Pharmacies à Ingwiller, Neuwiller-lès-Saverne, La Walck, Pfaffenhoffen, Wingen-sur-Moder,
- Hôpitaux à Ingwiller, Niederbronn-les-Bains, Saverne, Phalsbourg.

### Cultes
- Culte catholique, Communauté de paroisses Sources de la Moder[59], Diocèse de Strasbourg.
- Culte protestant, Paroisse d’Ingwiller (Menchhoffen)[60].
- Culte juif[61].

## Économie

### Entreprises et commerces

#### Agriculture
- Culture de légumes, de melons, de racines et de tubercules.
- Culture de céréales, de légumineuses et de graines oléagineuses.
- Élevage d'ovins et de caprins.
- Élevage de chevaux et d'autres équidés.
- Élevage d'autres bovins et de buffles.
- Élevage d'autres animaux.
- Exploitation forestière.

#### Tourisme
- Logis Hôtel Aux Comtes De Hanau[62]. Maison de cantonnier, hôtel-restaurant Aux comtes de Hanau[63].
- Maison, restaurant Les Cigognes[64].

#### Commerces et services
- Commerces et services de proximité[65].
- Ancien moulin, actuellement entreprise de traductions[66],[67],[68].
- Brasserie Froelich, puis malterie Haag[69],[70]

## Culture locale et patrimoine

### Lieux et monuments

#### Patrimoine religieux

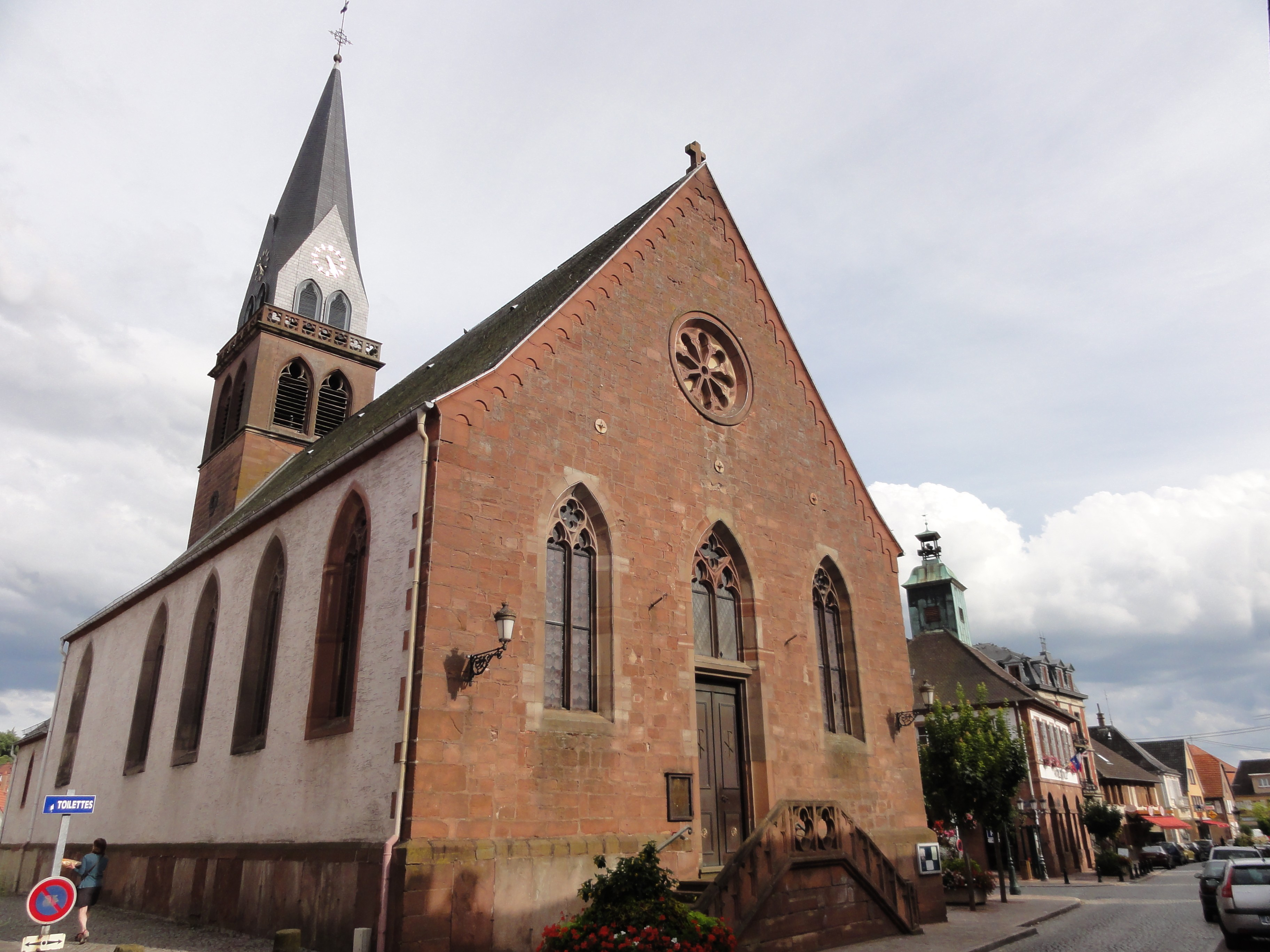
Église protestante (XVe – XIXe siècle).
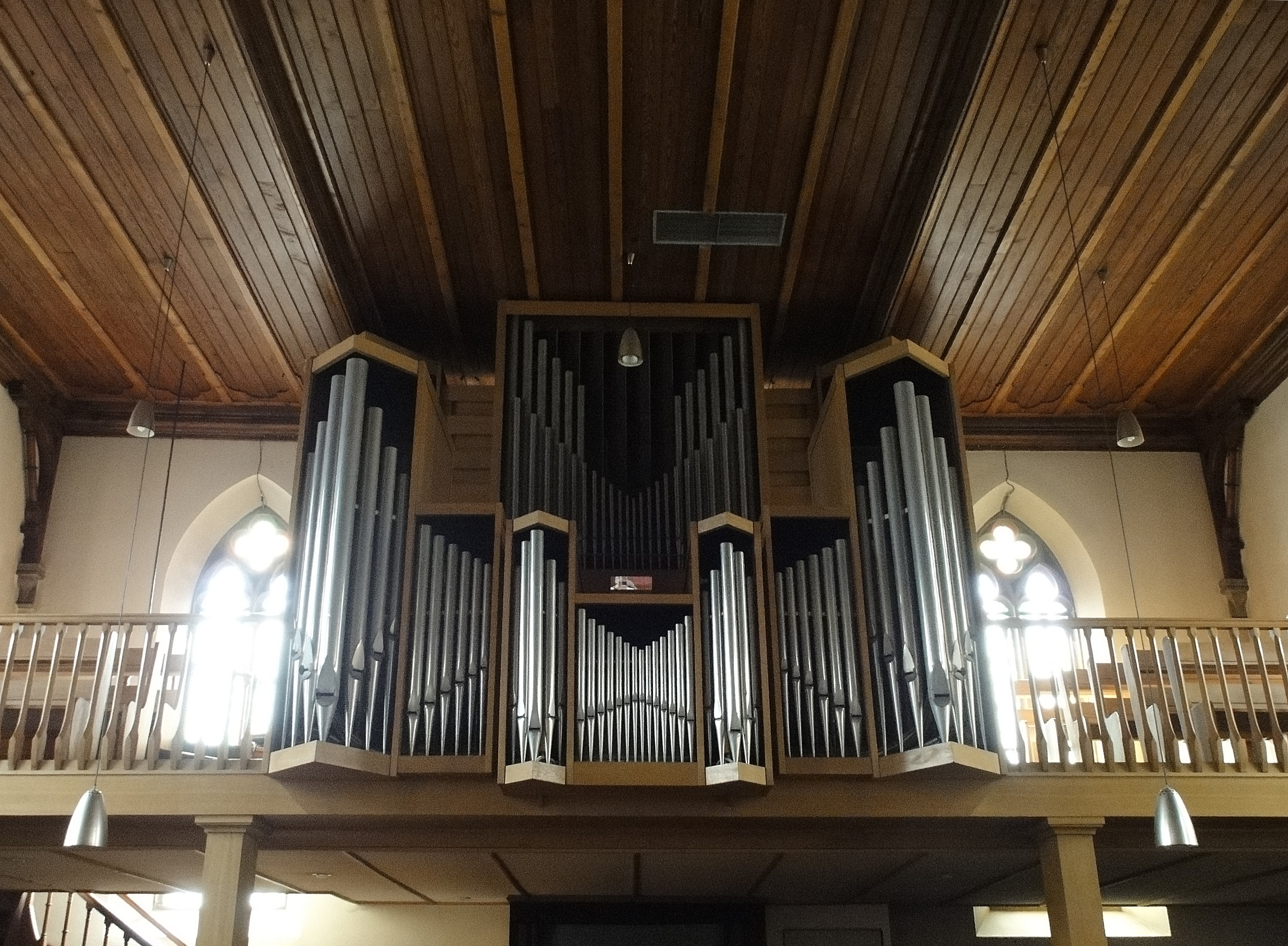
Église protestante : Orgue Muhleisen (1966).
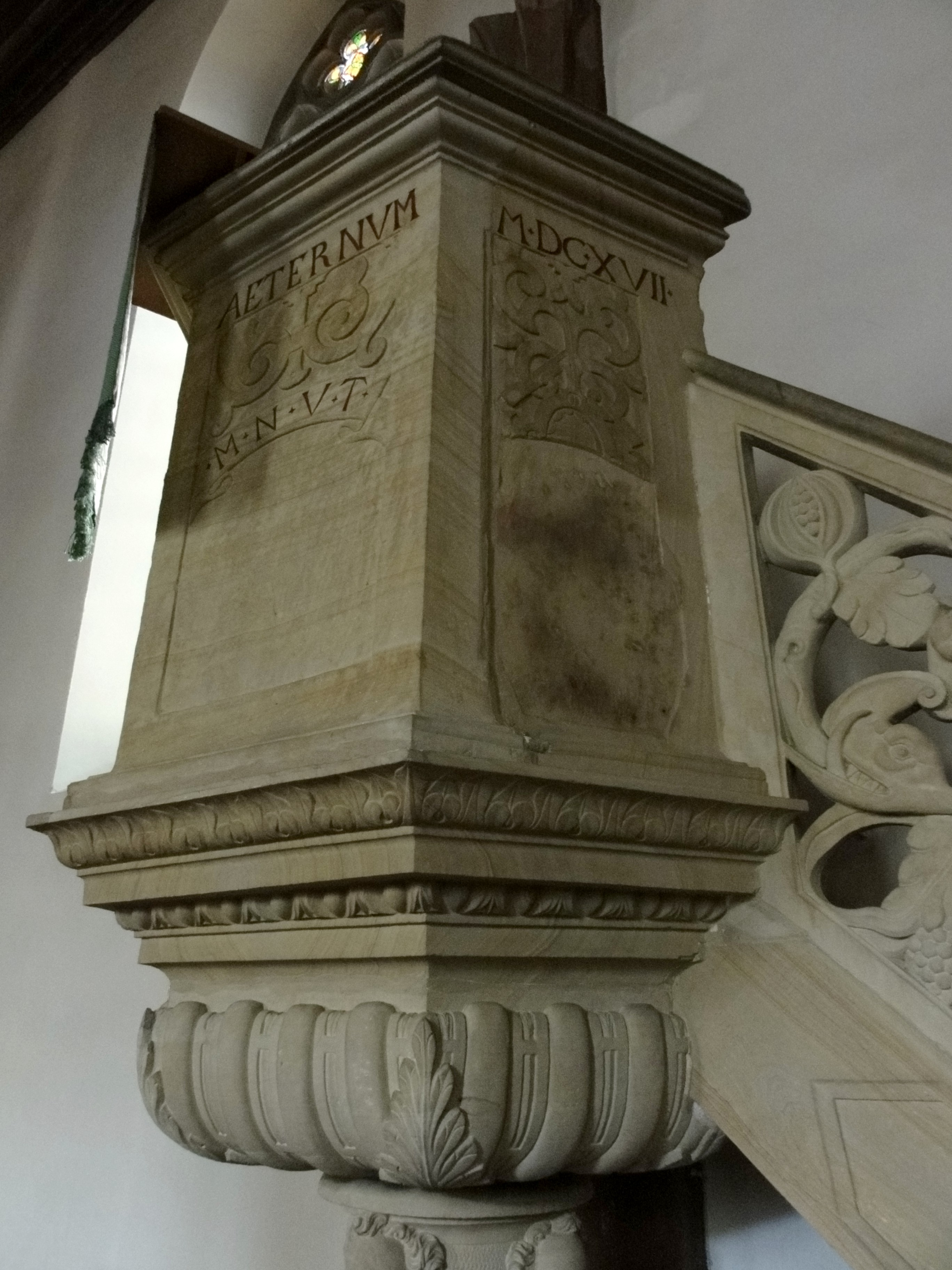
Chaire pastorale (1617) de l'église protestante.
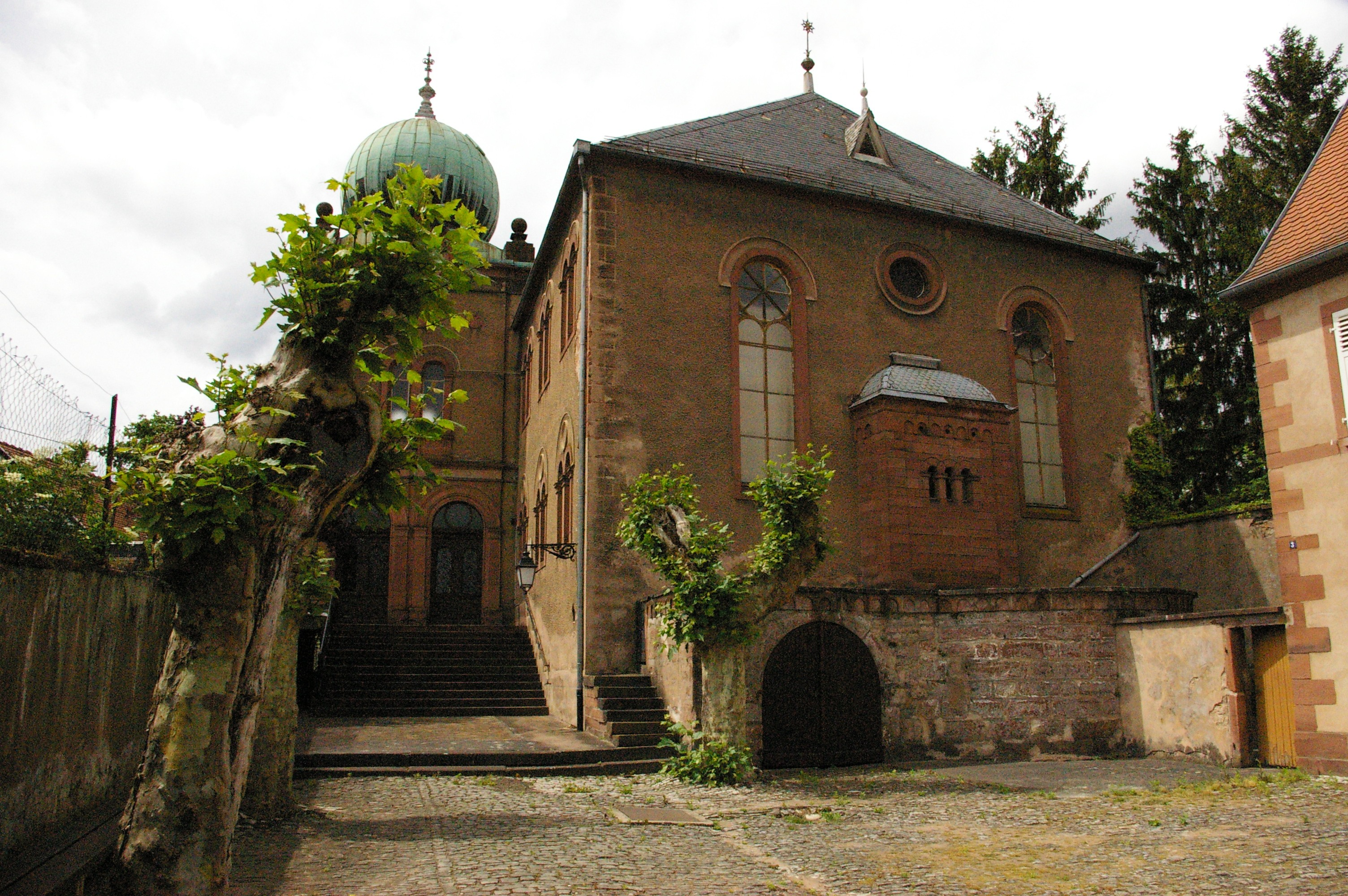
Synagogue d'Ingwiller.
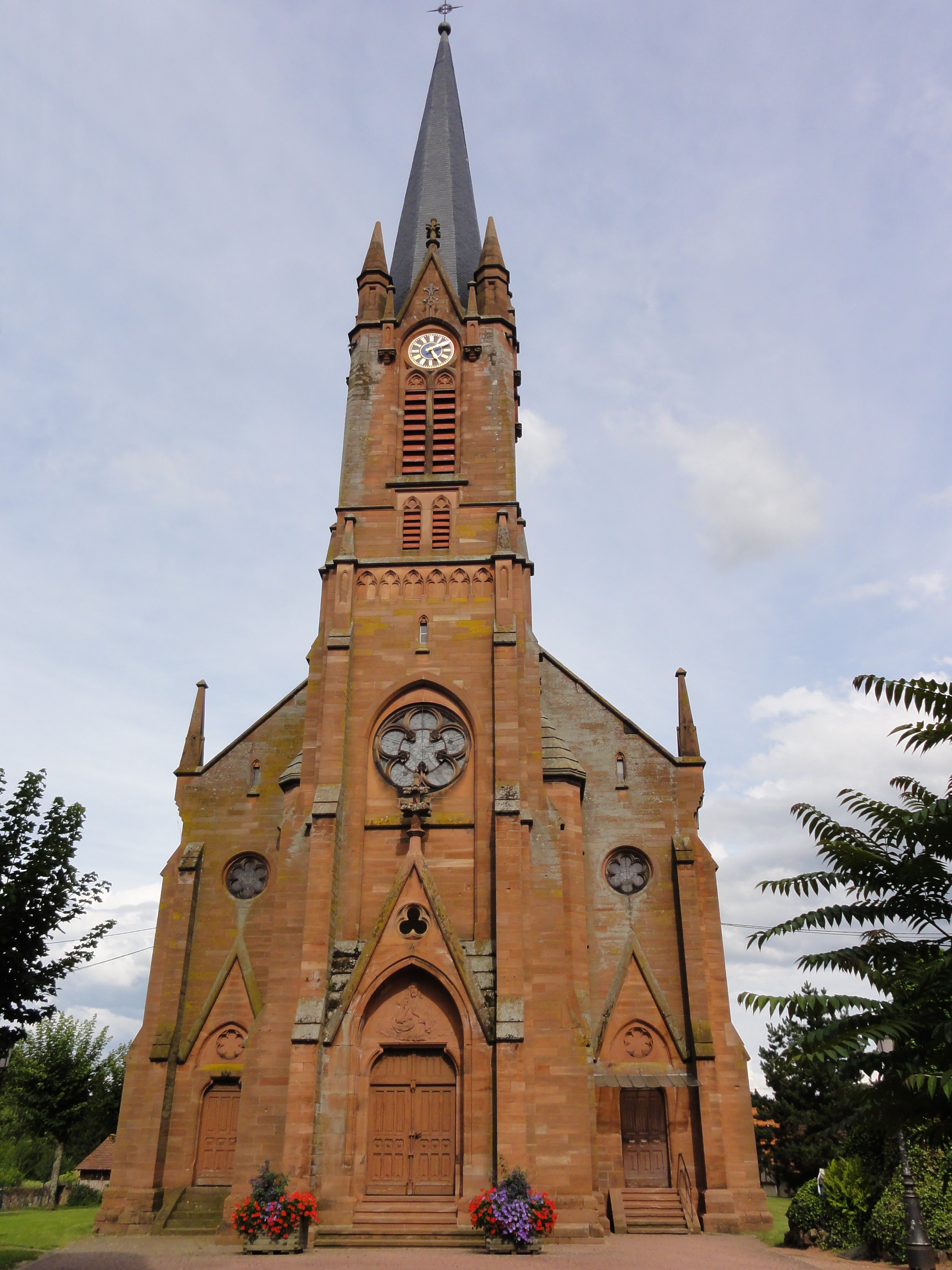
Église catholique Sainte-Madeleine (1891).
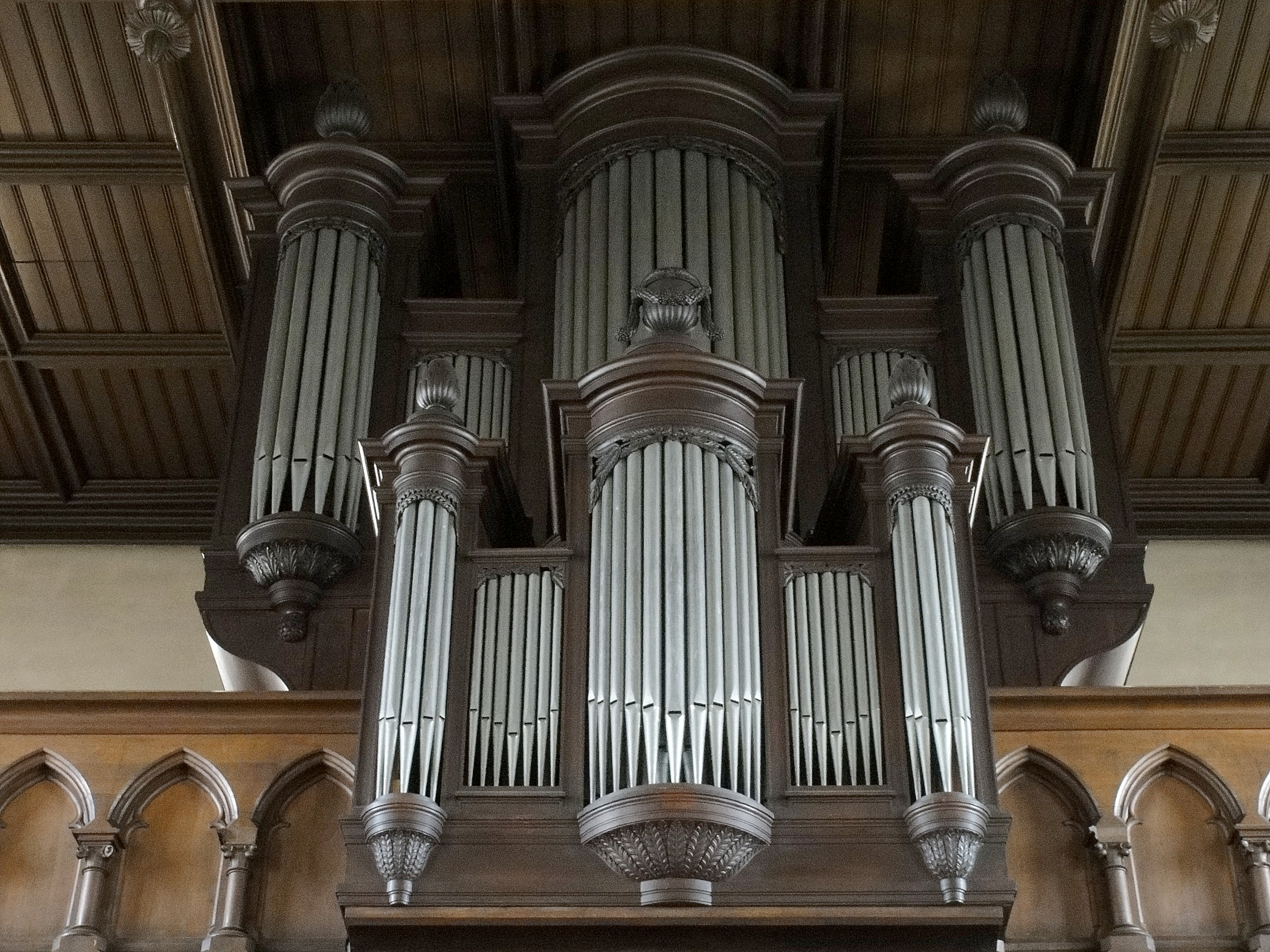
Église catholique. Orgue reconstruit par Alfred Kern[71].
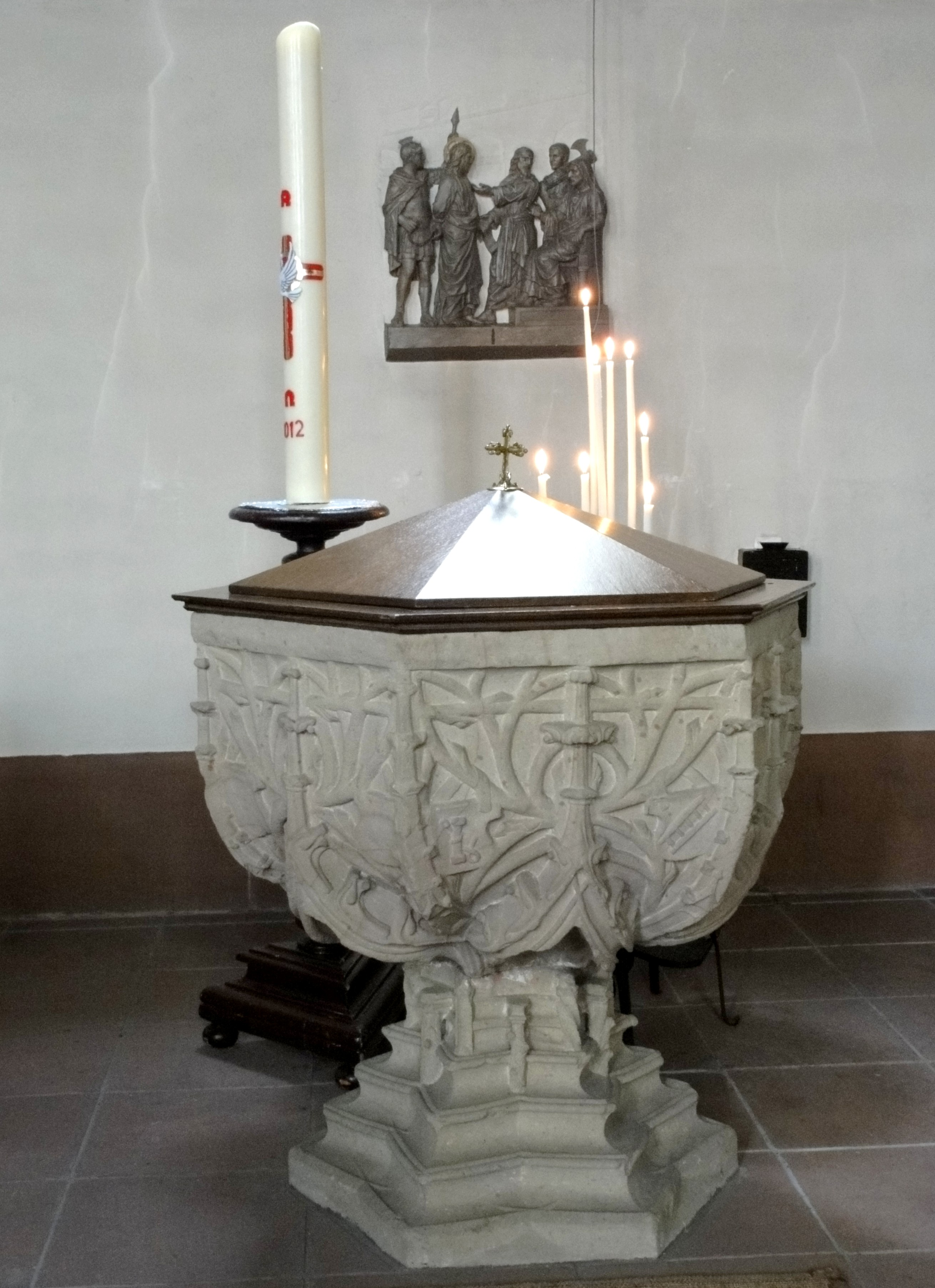
Fonts baptismaux (XVe et XVIe siècles).
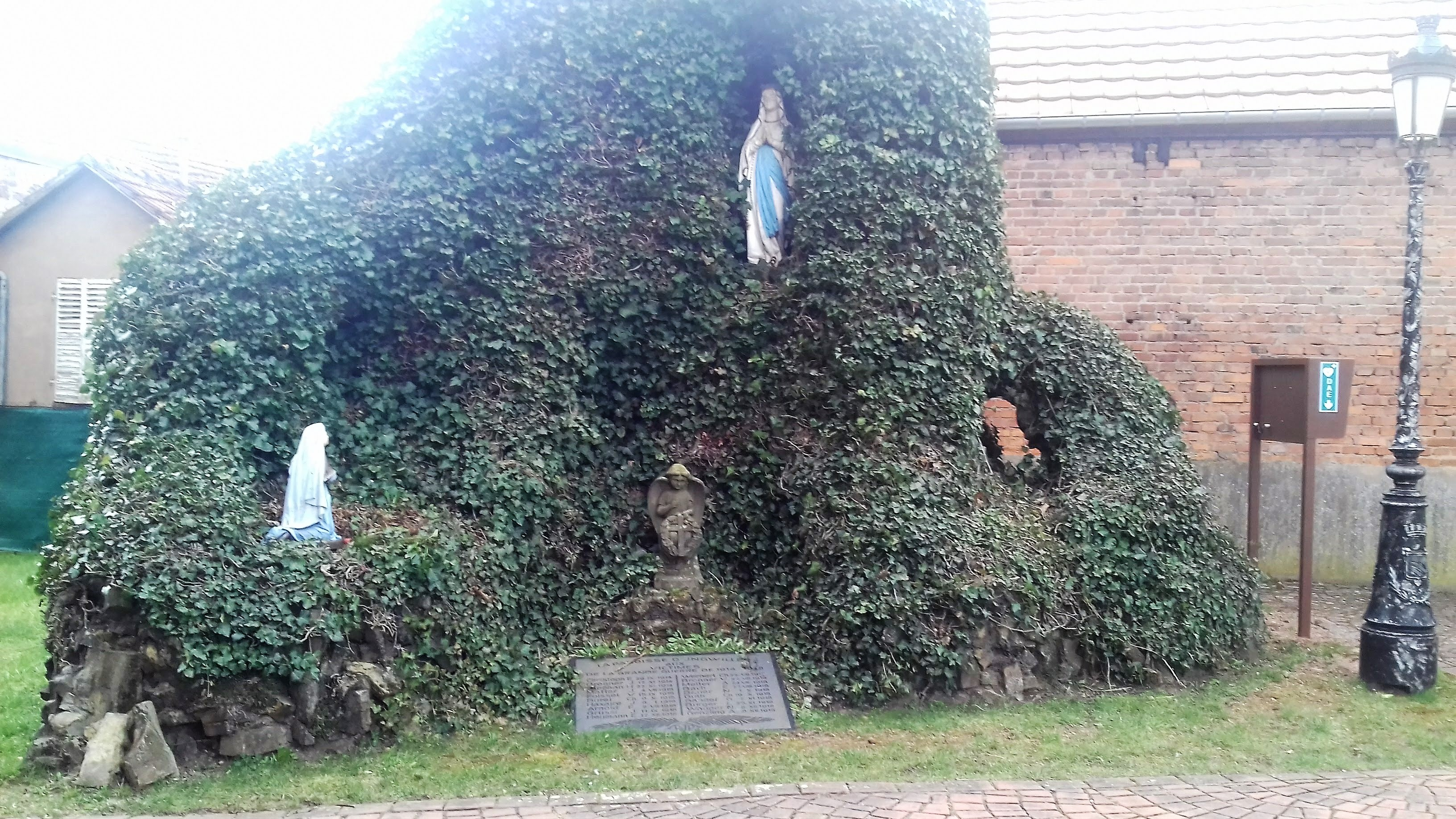
Grotte de Lourdes.

- Église protestante (XVe – XIXe siècle)[72] :

Chaire pastorale,
Tronc à quêter,
Calice et patène protestants,
Cloche,
Reliure,
Mobilier et monuments d'intérêt secondaire,
Ensemble de 2 cruches de sainte Cène,
Aiguière et bassin de baptême,
Orgue.
Communs du château, presbytère protestant.
- Église catholique Sainte-Madeleine (1891)[83] :

Ensemble de 2 bénitiers N°1.
Ensemble de 2 bénitiers N°2.
Fonts baptismaux.
Croix.
Croix de procession.
Croix d'autel.
Bas-relief de la Cène.
Lustre d'église.
Bas-relief.
Ensemble de 2 meubles et croix de sacristie.
Orgues,,,.
Ostensoir.
Statue de Notre Dame des Victoires.
Statue de saint Joseph à l'Enfant.
Statue de procession de la Vierge de l'Immaculée Conception.
Mobilier et monuments d'intérêt secondaire.
- Presbytère catholique[103].
- Cimetière chrétien[104].
- Synagogue d'Ingwiller datant de 1822, dont le sous-sol contient les derniers vestiges du château d'Ingwiller[105],[106],[107];

Cimetière juif ;
- Croix.
- Grotte de Lourdes[109].

#### Autres patrimoines

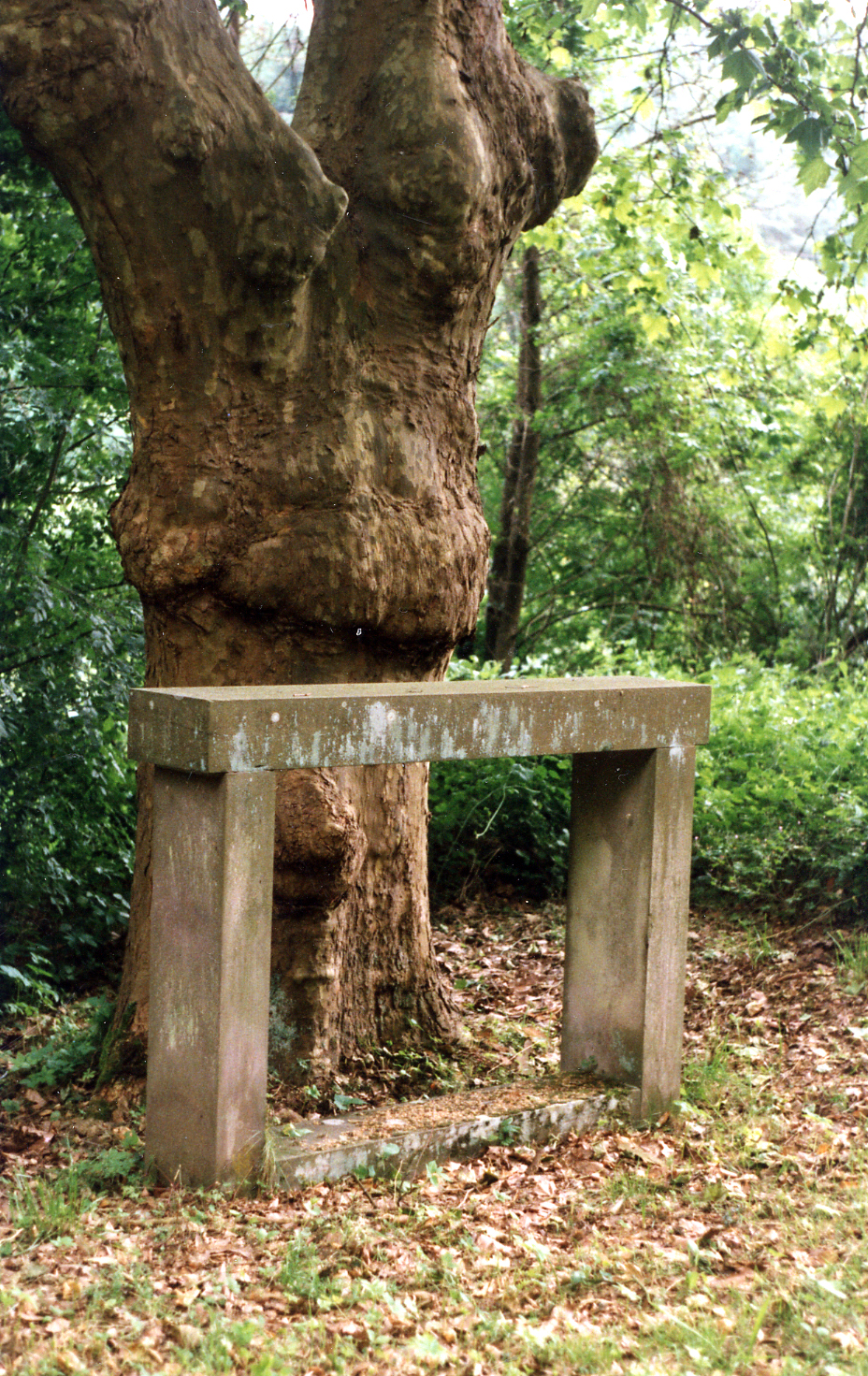
Banc-reposoir.
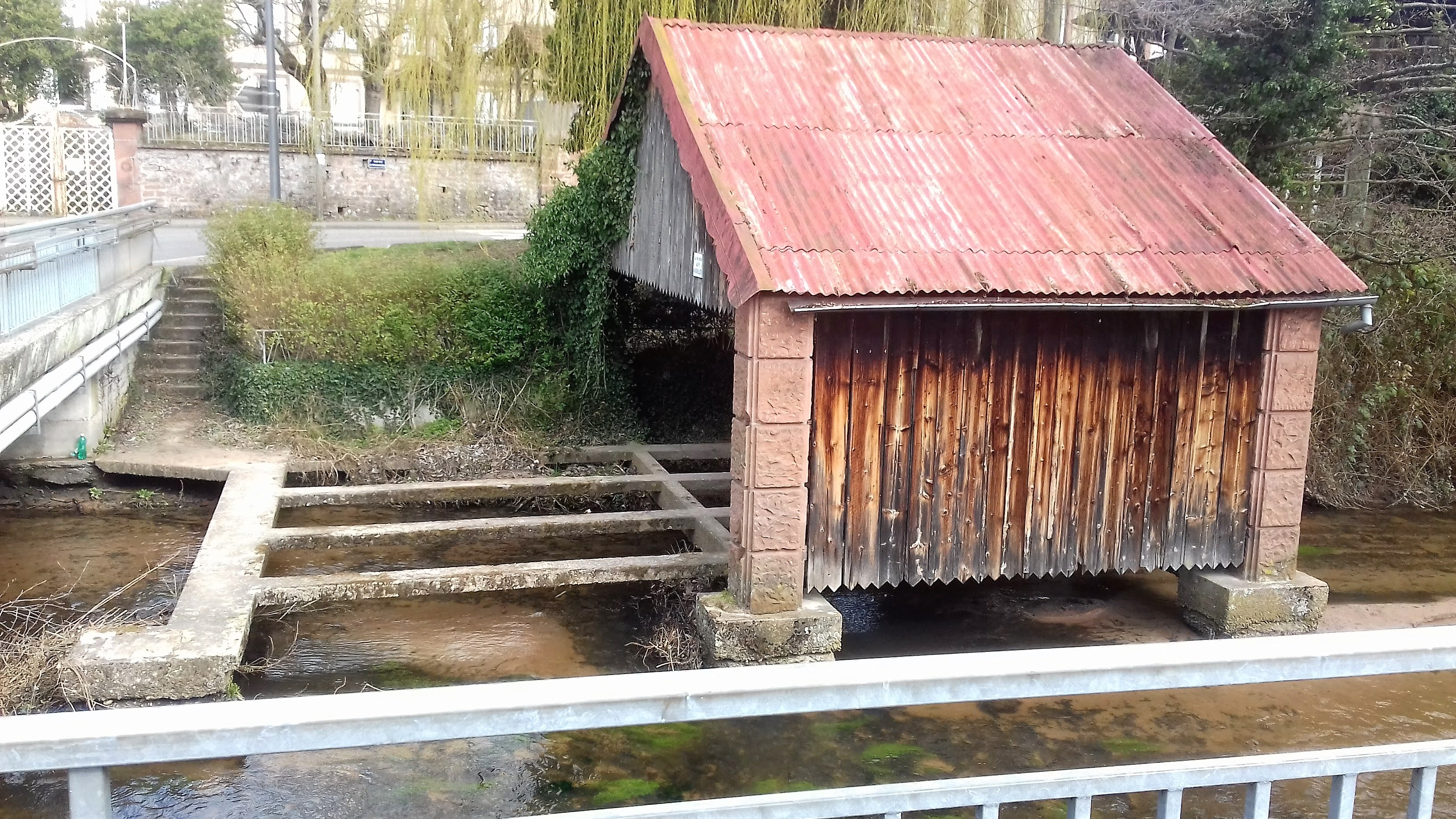
Ancien lavoir rue du pasteur Herrmann.
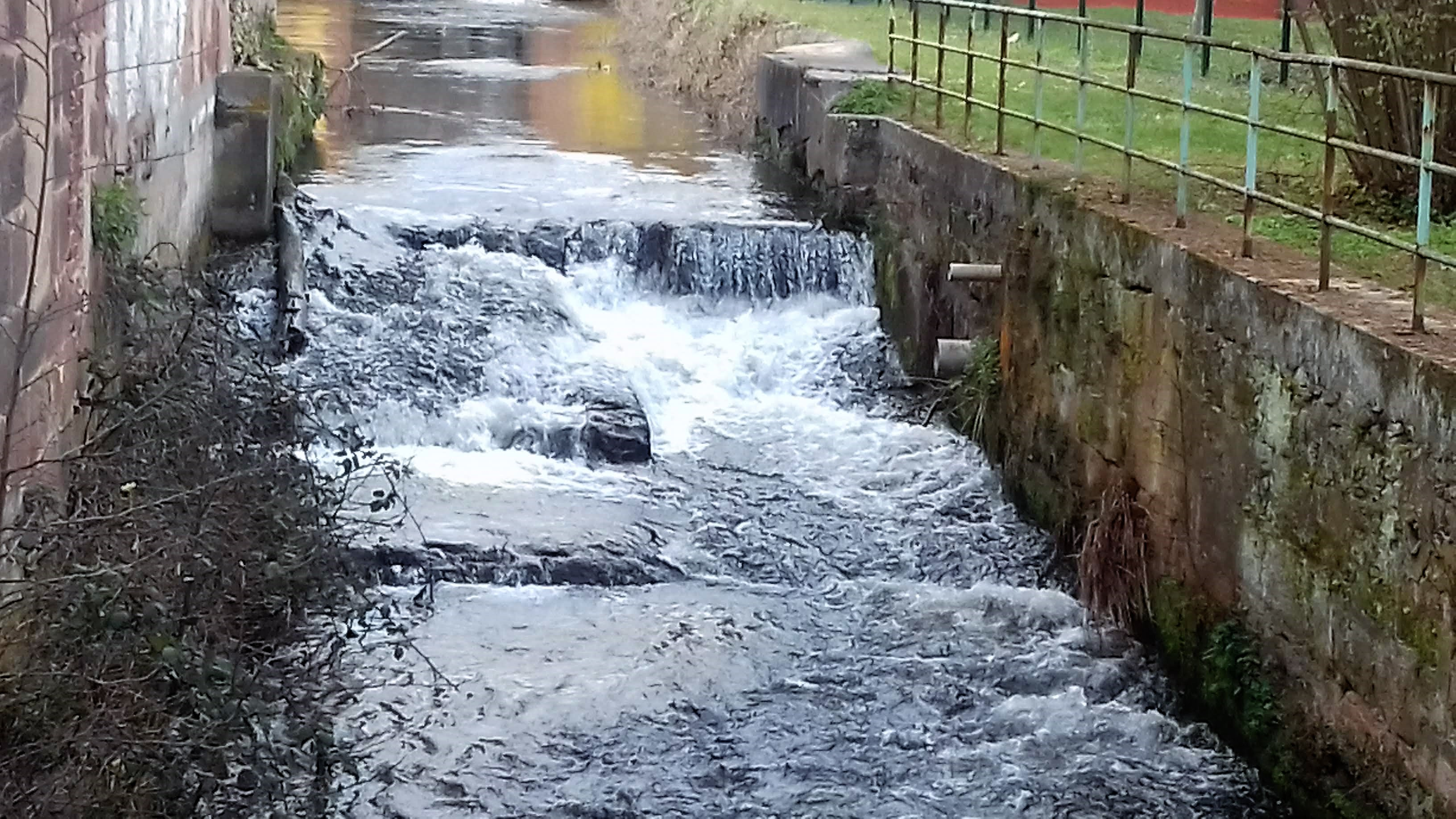
Petite cascade sur la Moder.
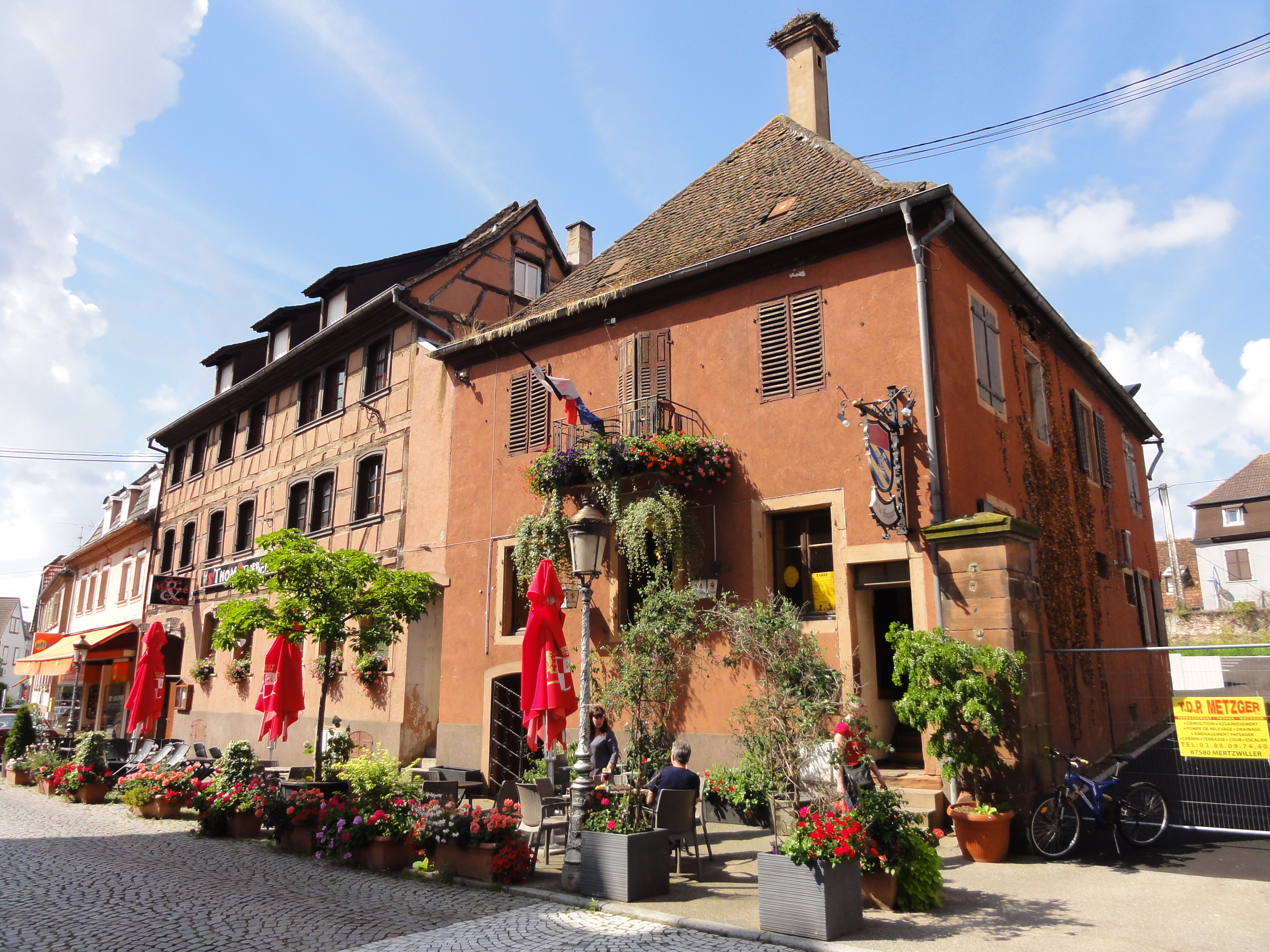
Maison, restaurant "Les Cigognes" (XVIIIe siècle).

- Hôtel de ville[110] ;
- Gare d'Ingwiller ;
- Vestiges de l'enceinte fortifiée urbaine[111] ;
- Le Rauschenbourg, château fort détruit au début du XIXe siècle[112].
- Établissement de bienfaisance dit asile de Neuenberg[113].
- Banc-reposoir de l'impératrice, reconstruction récente, style 2e Empire.
- Patrimoine rural recensé par le service régional de l'Inventaire général du patrimoine culturel[114].

### Personnalités liées à la commune
- Henri Baulig (1877-1962), géographe spécialiste de la géomorphologie.
- Frédéric Théobald Guerrier (1913-1981), pasteur et campanologue est né à Ingwiller.
- André Birmelé (1949), pasteur et théologien protestant.
- Michel Bury (1952), vice-champion olympique de tir.
- Philippe Richert (1953), homme politique français, président du conseil régional d'Alsace et ancien ministre chargé des collectivités territoriales du gouvernement Fillon est né à Ingwiller.
- Célyne Durand (1983), actrice et présentatrice française est née à Ingwiller.

### Héraldique
| Blason de Ingwiller | Blason  | Bandé d'azur et d'or ; au chef de gueules.       |
| Blason de Ingwiller | Détails | Le statut officiel du blason reste à déterminer. |